# František Norbert z Trauttmansdorffu
František Norbert říšský hrabě z Trauttmansdorffu (německy Franz Norbert Reichsgraf von und zu Trauttmansdorff-Weinsberg, Freiherr auf Gleichenberg; 10. srpna 1705 Praha – 18. června 1786 Horšovský Týn) byl česko-rakouský šlechtic z rodu Trauttmansdorffů. Zastával vysoké funkce u císařského dvora, byl nejvyšším hofmistrem arcivévodkyně Marie Alžběty a rytířem Řádu zlatého rouna. Patřil k nejbohatším velkostatkářům v Čechách, jeho hlavními sídly byly zámek Horšovský Týn a zámek Jičín.

## Život
Narodil se jako syn říšského dvorního rady hraběte Jana Josefa z Trauttmansdorffu (7. srpna 1676 – 30. dubna 1713) a jeho manželky hraběnky Marie Terezie z Paaru (1683–1766), dcery vysokého císařského úředníka Karla Josefa z Paaru a jeho manželky Marie Renaty ze Šternberka. Marie Terezie po předčasné manželově smrti převzala z jeho dědictví panství Brandýs nad Orlicí a podruhé se provdala za hraběte Leopolda z Rottalu (1680–1750), dlouholetého podkomořího králové v Čechách. Současně vedla poručnickou správu rodového majetku za nezletilé děti. 
František Norbert absolvoval kavalírskou cestu, během níž pobýval převážně v Itálii. Po návratu kolem roku 1730 převzal do osobní správy zděděný majetek a souběžně se začal uplatňovat ve službách u císařského dvora. Získal hodnosti císařského komořího a tajného rady, nakonec byl v letech 1763–1781 nejvyšším hofmistrem arcivévodkyně Marie Alžběty, jedné z dcer Marie Terezie. V roce 1765 byl jmenován rytířem Řádu zlatého rouna.
Zemřel na zámku Horšovský Týn v roce 1785 ve věku osmdesáti let a byl pohřben v rodové kryptě kapucínského kostela v Horšovském Týně, v 19. století byly jeho ostatky přeneseny do nově zřízené rodinné hrobky pod kostelem sv. Anny na Vršíčku.

## Majetkové poměry a stavební aktivity

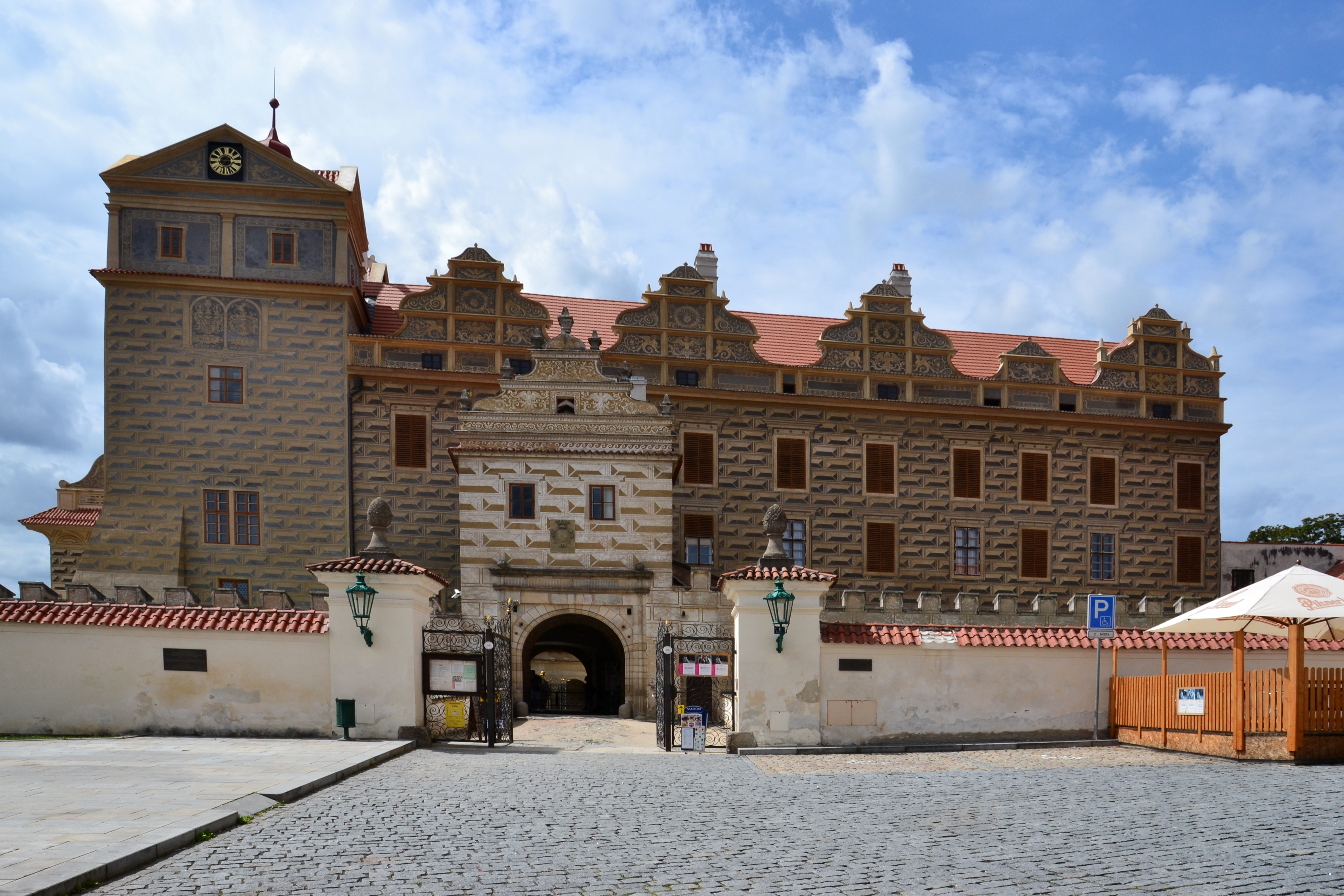
Zámek Horšovský Týn

Po otci byl dědicem rozsáhlého pozemkového majetku v různých částech Čech a byl jeho majitelem přes sedmdesát let. Základním rodovým dědictvím bylo západočeské panství Horšovský Týn vázané statutem fideikomisu. Druhým velkým majtekem bylo východočeské panství Kumburk s městem Jičín, které otec získal po dlouholetém soudním sporu v roce 1710. Oba celky měly hodnotu téměř tři milióny zlatých a podle tereziánského katastru z roku 1773 patřil František Norbert do desítky nejbohatších šlechticů v Čechách (jeho statky uváděly v té době čistý výnos kolem 70 000 zlatých ročně). Kromě toho vlastnil statky i v dalších korunních zemích, panství Hall v Horním Rakousku a Negau ve Štýrsku (nyní Negova ve Slovinsku). Pražskou rezidencí byl Trauttmansdorffský palác v Loretánské ulici, který podle dochovaných inventářů poskytoval značný komfort. ve Vídni rodina vlastnila Trauttmansdorffský palác v ulici Herrengasse. 

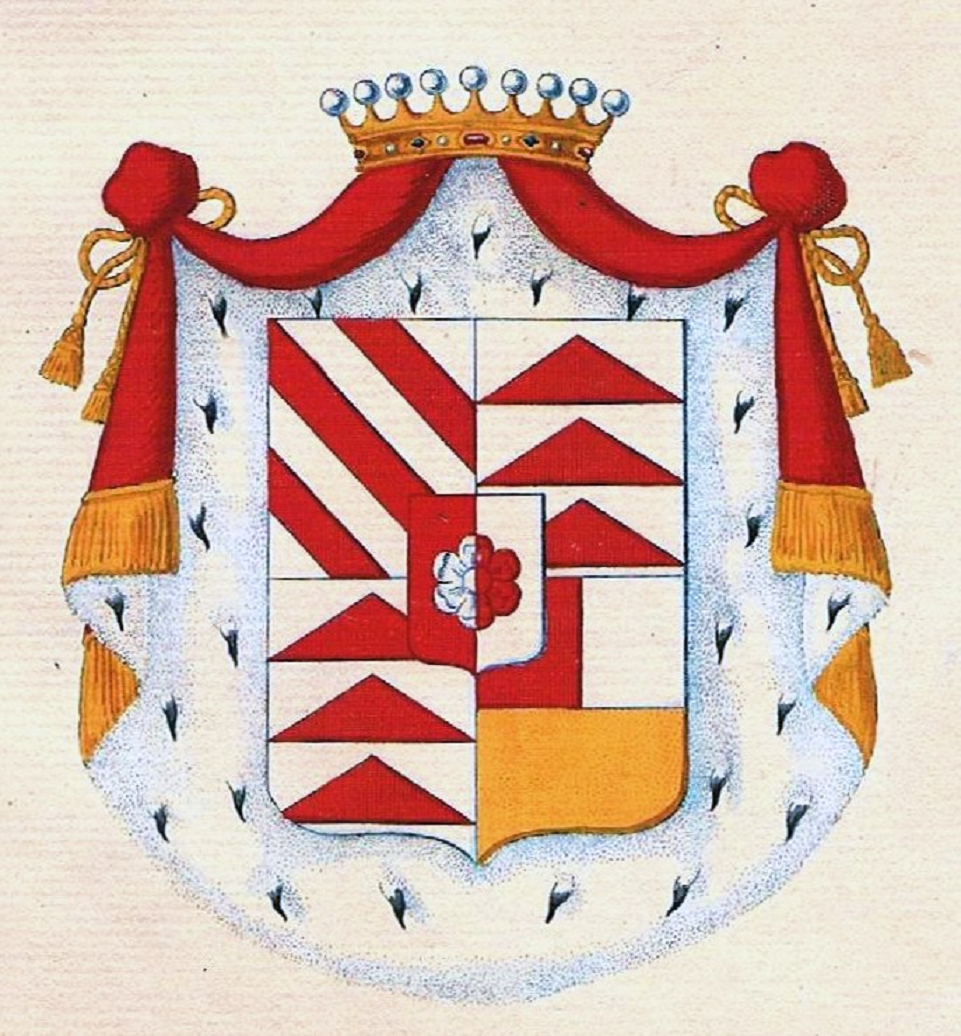
Erb rodu Trauttmansdorffů s hraběcí korunkou

Správu majetku převzal osobně kolem roku 1730 po návratu z cest po Evropě a hned přistoupil k různým stavebním akcím. V roce 1730 byl přestavěn tzv. vdovský dům v parku zámku Horšovský Týn, který tehdy sloužil jako obydlí panských úředníků. Později byly upravovány i interiéry zámku Horšovský Týn a následně došlo k rozšiřování zámeckého parku. Pro dendrologické obohacení parku byly v roce 1770 dovezeny dřeviny ze zámeckých zahrad z Aschaffenburgu. Na park navazovala rozsáhlá obora se soustavou čtyř rybníků napájených umělým vodním kanálem. V oboře byla chována srnčí zvěř, zajíci, koroptve a bažanti. V areálu obory byl v roce 1744 postaven menší lovecký zámek Annaburg pojmenovaný po Norbertově druhé manželce Marii Anně. Z původního ohrazení obory se dochovala barokní brána s trauttmansdorffským erbem v Nové Vsi. K panství Horšovský Týn byl v roce 1765 přikoupen statek Puclice se dvěma vesnicemi. Puclická tvrz byla přestavěna na myslivnu. Připojením Puclic dosáhlo panství Horšovský Týn svého největšího rozsahu, patřila k němu dvě města a 85 vesnic. K Horšovskému Týnu patřilo město Hostouň, kde byla na žádost Františka Norberta v letech 1737 a 1783 obnovena městská práva V Hostouni byla starší tvrz přestavěná v 18. století na dvoukřídlý barokní zámek, který sloužil jako lovecký, později byl zcela přestavěn.
Svou pozornost věnoval František Norbert i druhému hlavnímu sídlu v Jičíně. Rozsáhlou přestavbu jičínského zámku si vynutil požár města v roce 1768. Zámek byl v letech 1768–1775 zcela přestavěn a opatřen jednotnou pozdně barokní fasádou. Během války o bavorské dědictví v roce 1778 pobýval v jičínském zámku císař Josef II. Kolem roku 1771 nechal František Norbert opravit chátrající Valdštejnskou lodžii v parku Libosad u Jičína. Ve východních Čechách bylo jeho majetkem také panství Brandýs nad Orlicí, které převzal v roce 1732 od matky. Zde nechal zastavit probíhající výstavbu zámku v Mostku, který jeho matka zadala stavitelům Donatu Felicemu d’Allio a Donatu Morazzimu. František Norbert o tento objekt neměl zájem a dodnes se z něj nic nedochovalo. V Brandýse nad Orlicí inicioval kolem roku 1781 výstavbu nového zámku. Stavby v Brandýse nad Labem a v Jičíně vedl trauttmansdorffský stavitel Josef Tůma (uváděn též jako Thoma).
Kromě svých sídel se podílel také na vzniku nebo obnově řady církevních objektů. V roce 1729 financoval výstavbu nového kostela sv. Petra a Pavla v Konecchlumí na Jičínsku pod vedením stavitele Donáta Theodora Morazziho. Nedaleko Horšovského Týna podnikl v polovině 18. století rozsáhlé úpravy interiéru i exteriéru kostela sv. Anny na Vršíčku. Kostel sv. Anny patřil v té době k významným poutním místům a stavební práce zde probíhaly v letech 1740–1760.Kolem roku 1768 nechal upravit kostel sv. Apolináře v Horšovském Týně a závětí svého předka Maxmiliána z Trauttmansdorffu byl také vázán k finanční podpoře horšovskotýnského kapucínského kláštera. K mecenátu Františka Norberta patří také socha sv. Donáta v Masarykově ulici v Horšovském Týně z roku 1741 opatřená na podstavci jeho jménem (Franc. Norb. comes Trauttmansdorff).
Po předčasném úmrtí syna Josefa Václava (1739–1769) byl poručníkem nezletilého vnuka Maxmiliána (1768–1771) a spravoval za něj panství Jemniště. Maxmilián zemřel v dětství a Jemniště pak převzala jeho matka Marie Gabriela, rozená Černínová z Chudenic, podruhé provdaná za státního ministra Jindřicha z Rottenhanu.

## Rodina
Byl dvakrát ženatý. Poprvé se oženil v roce 1726 s hraběnkou Marií Florentinou Josefou de Gavre  (1708–1742), jejíž rodina pocházela z Belgie. Manželé měli čtyři děti:
- 1. Marie Terezie (16. září 1729 – 29. května 1755), ⚭ 1753 hrabě Maxmilián Josef z Lambergu (1729–1792)[40]
- 2. Marie Anna, (31. srpna 1736 – 11. října 1788), kanovnice v Praze
- 3. Josef Václav, (20. července 1739 – 4. prosince 1769), c. k. komoří, rada apelačního soudu v Praze, majitel panství Jemniště[41] ⚭ 1766 hraběnka Marie Gabriela Černínová z Chudenic (25. května 1747 – 31. července 1807)
- 4. Marie Amálie, (1. února 1741 – 6. března 1808) ⚭ 1779 hrabě František Josef Kinský (1739–1805)

Po smrti své první manželky se 17. února 1744 ve Vídni podruhé oženil s hraběnkou Marií Annou z Herbersteinu (28. března 1723 – 7. února 1815), dcerou diplomata Ferdinanda Leopolda z Herbersteinu. Z druhého manželství se narodily tři děti:
- 5. Marie Antonie (31. května 1746 – 14. dubna 1817), kanovnice v Gesecku,
- 6. František Ferdinand (2. ledna 1749, Vídeň– 28. srpna 1827), od roku 1805 říšský kníže z Trauttmansdorff-Weinsbergu ⚭ 1772 princezna Marie Karolína z Colloreda (1752–1832)
- 7. František Norbert (8. května 1750 – 24. května 1753)

František Norbert měl sedm sourozenců, z nichž tři zemřeli v dětství. Mladší bratr František Jan (1709–1786) sloužil v císařské armádě a během sedmileté války dosáhl hodnosti polního podmaršála. Další bratr Jan Josef (1711–1769) byl císařským komorníkem. Sestra Marie Renata (1707–1777) byla manželkou hraběte Karla Josefa z Morzinu (1700–1741), majitele panství Dolní Lukavice. Nejmladší sestra Marie Valburga (1713–1770), narozená jako pohrobek, se provdala za bavorského šlechtice hraběte Philippa Ernsta von Lerchenfeld–Köfering (1689–1746), později působila u císařského dvora jako guvernantka nejmladších dcer Marie Terezie.

## Galerie

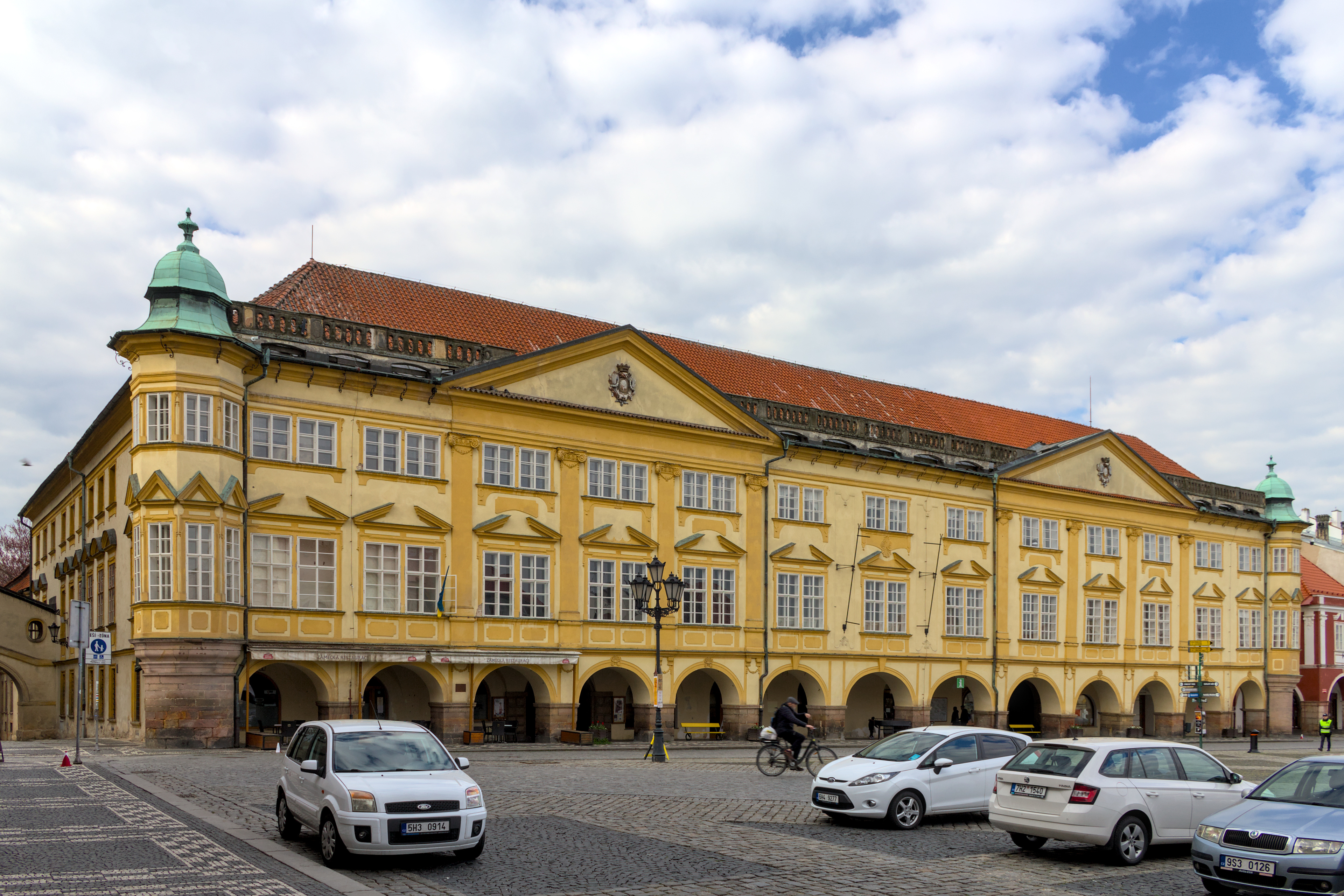
Zámek Jičín
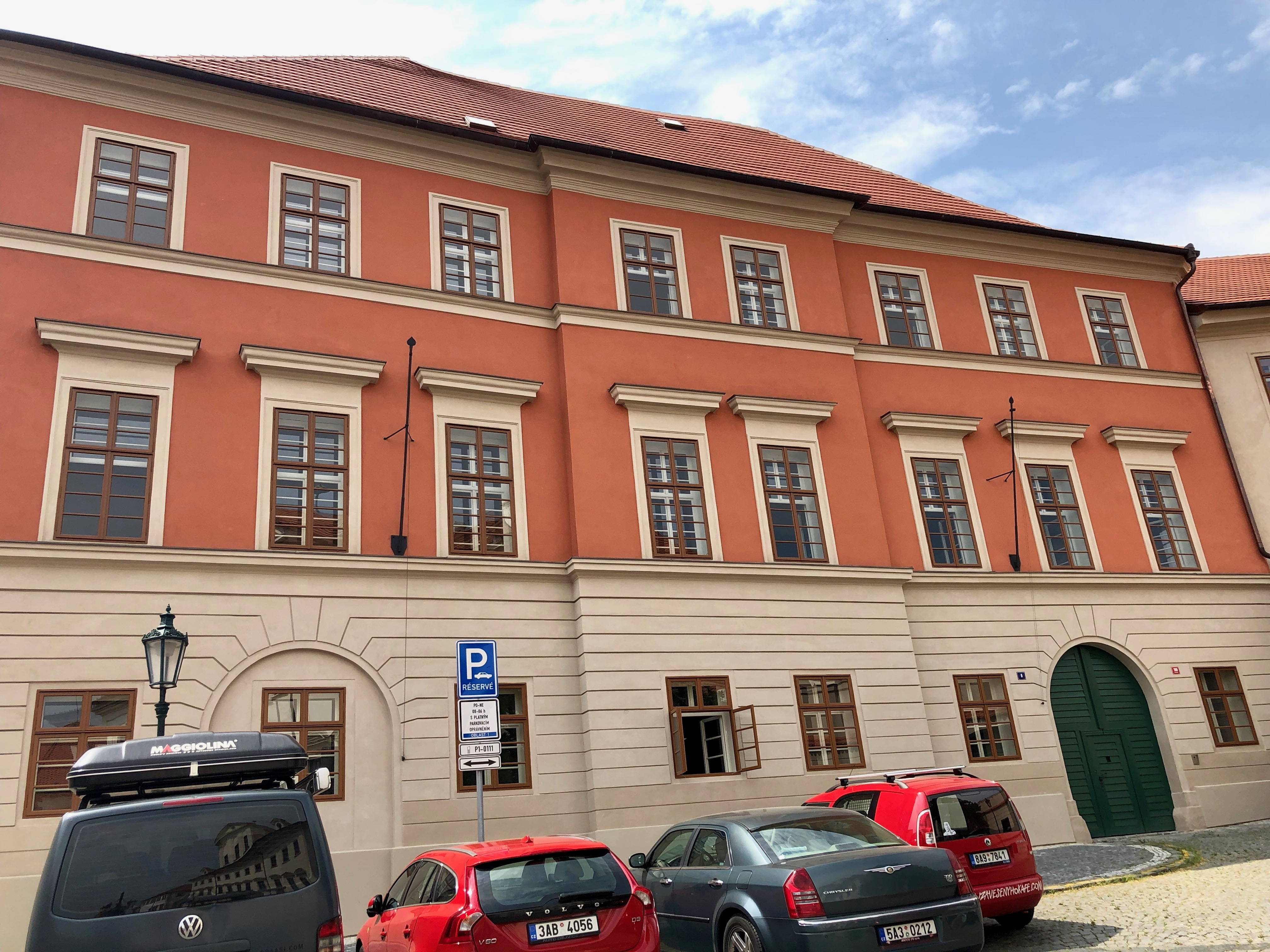
Trauttmansdorffský palác v Praze
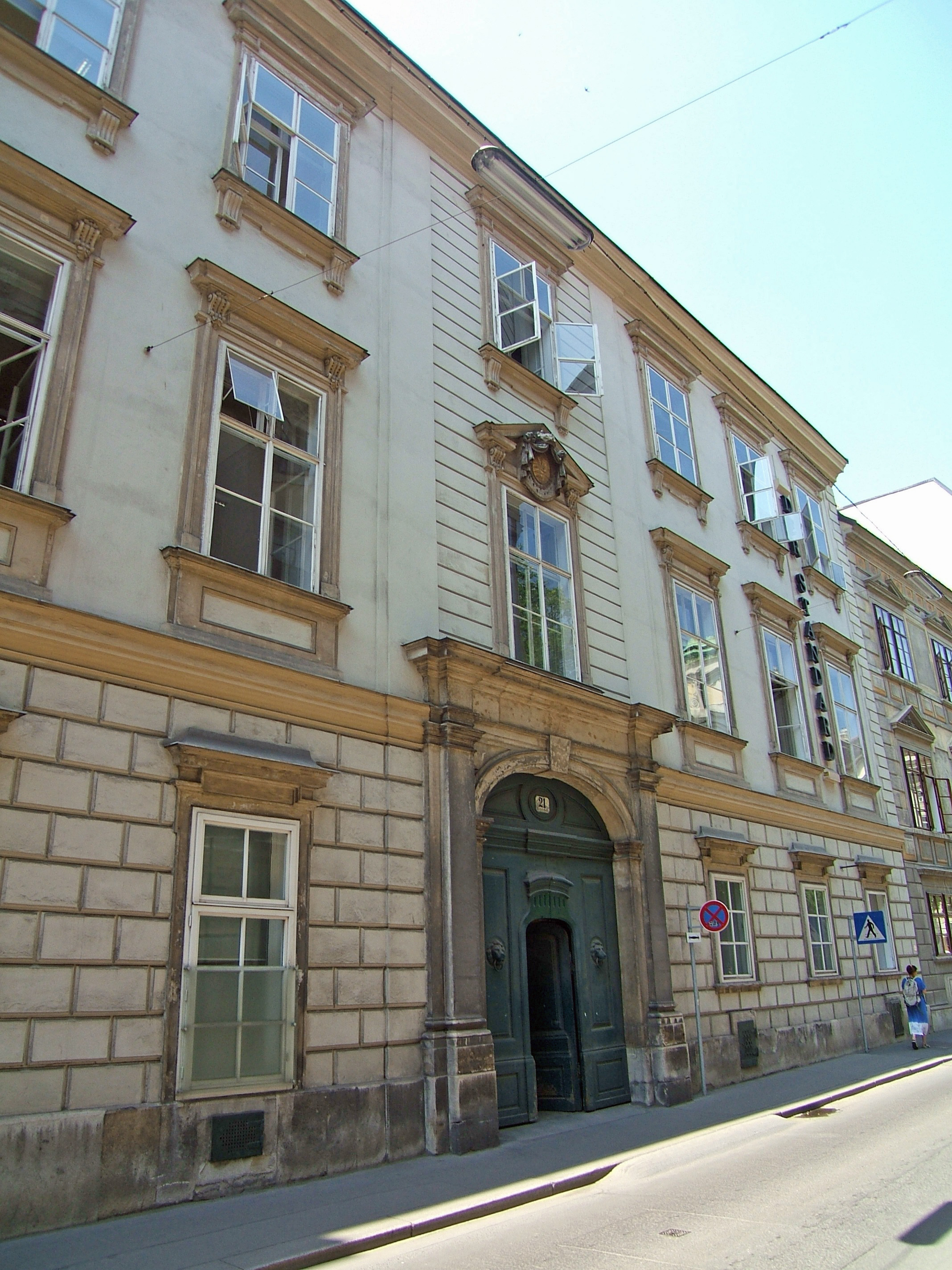
Trauttmansdorffský palác ve Vídni
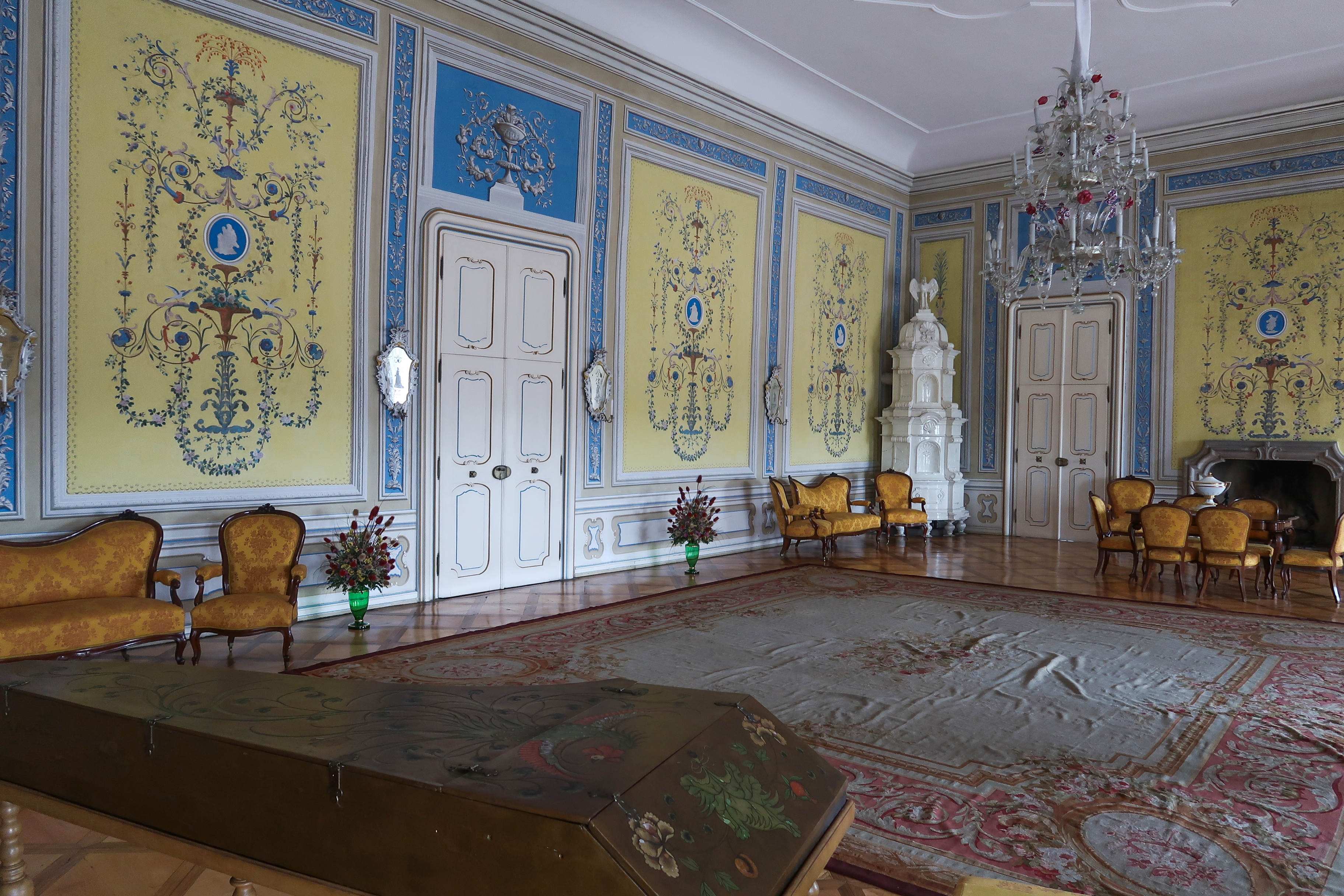
Taneční sál na zámku Horšovský Týn
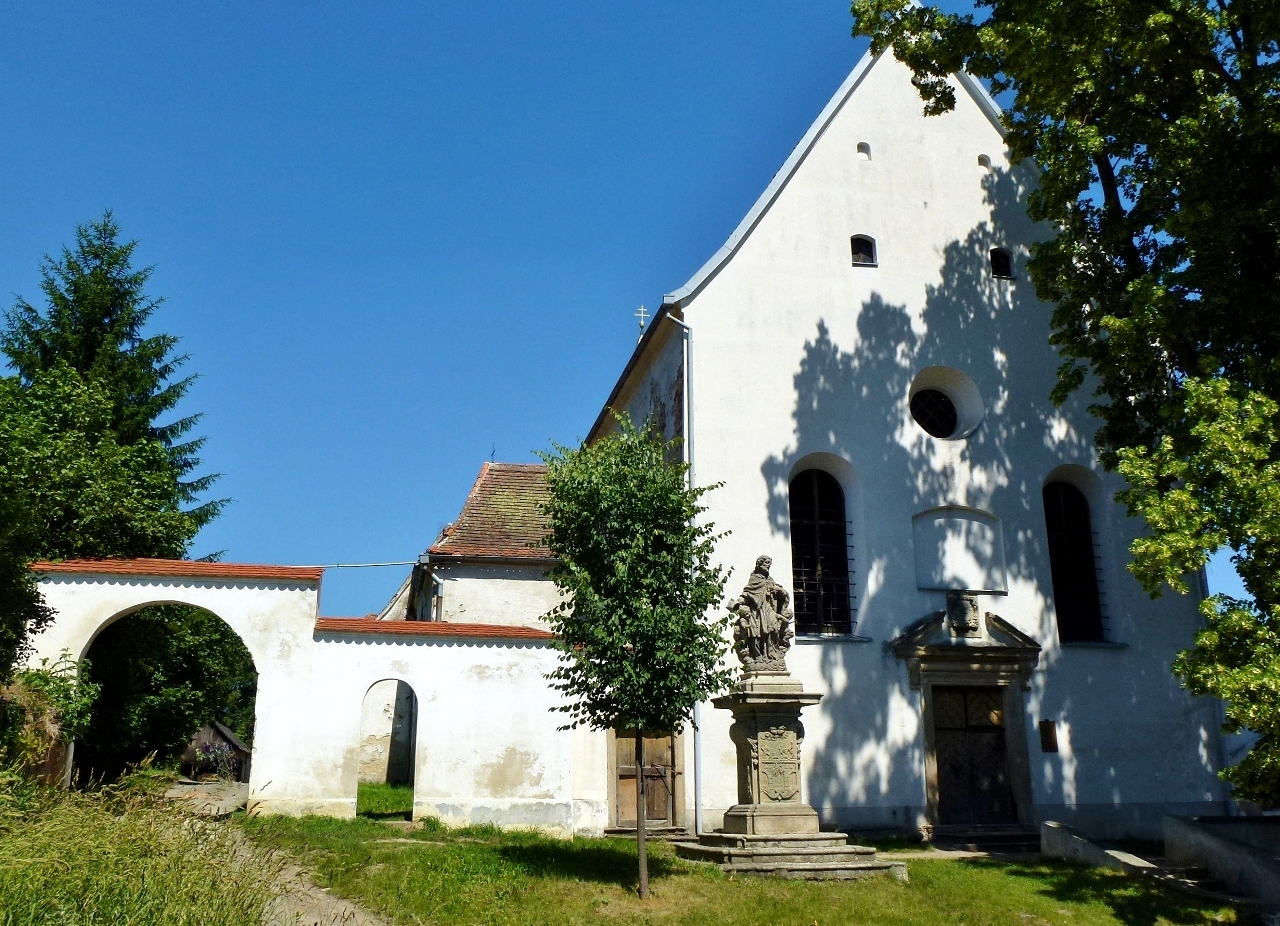
Kapucínský kostel v Horšovském Týně s rodovou hrobkou
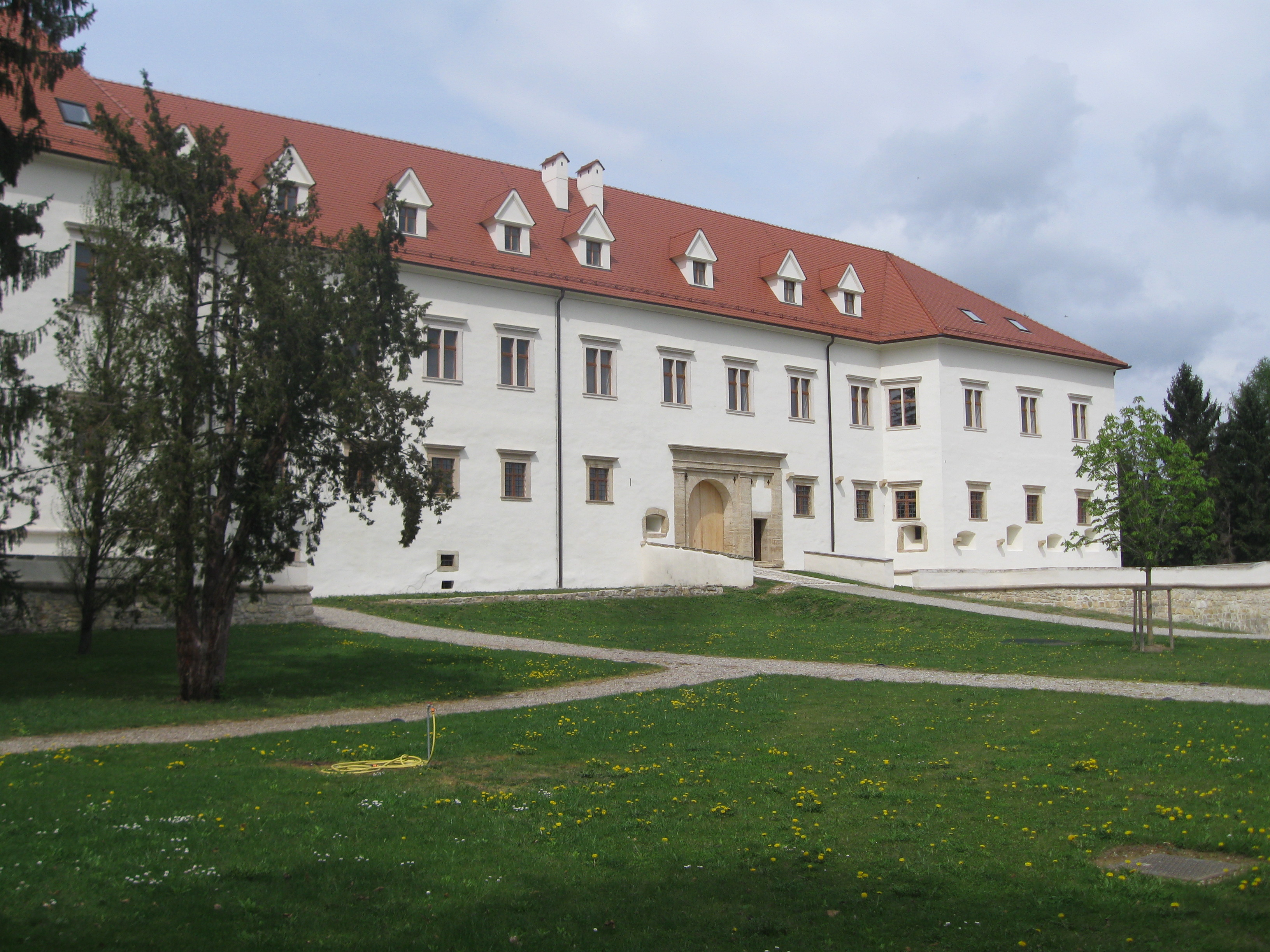
Zámek Negova (Slovinsko)
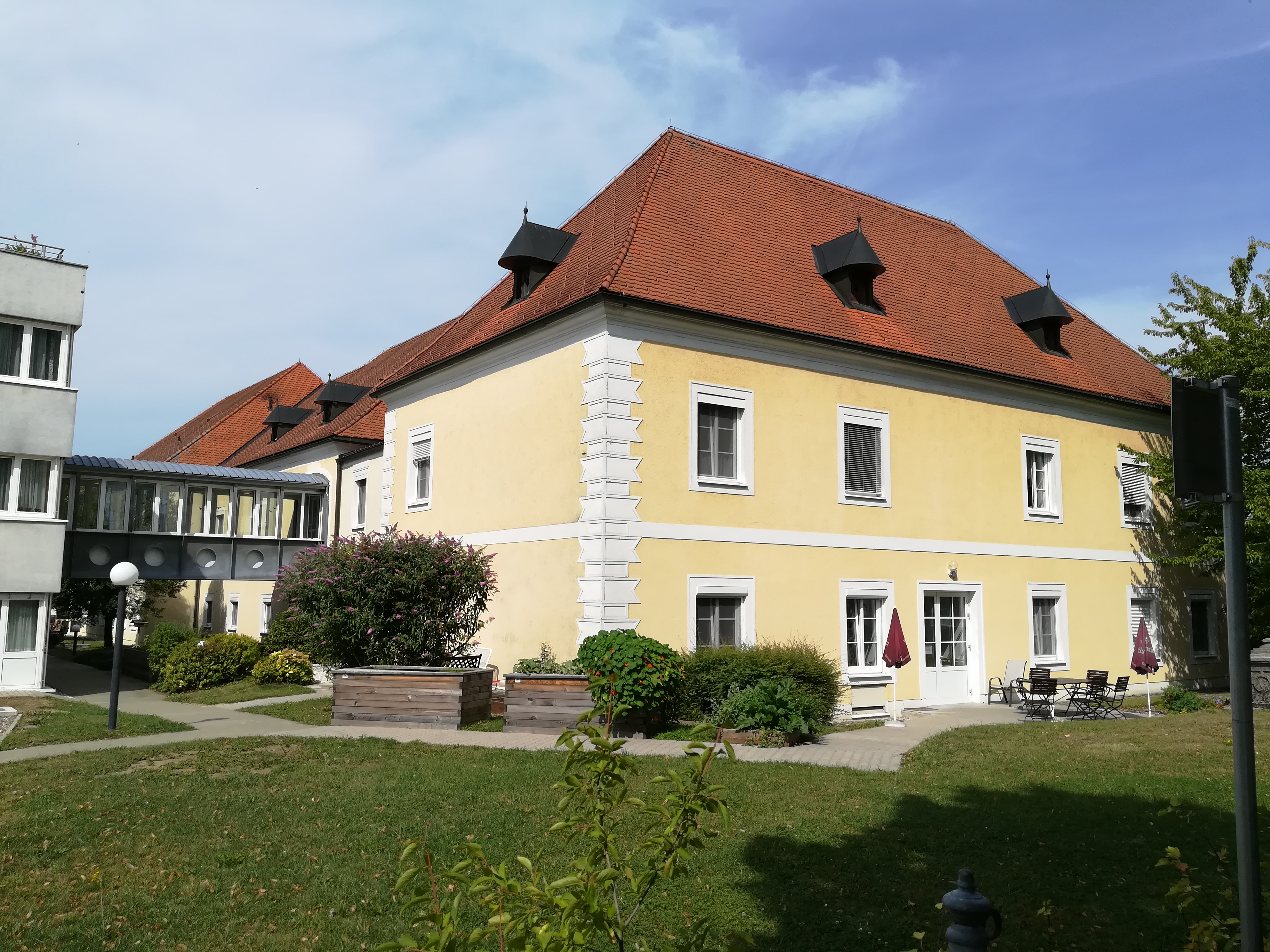
Zámek Hall (Horní Rakousy)
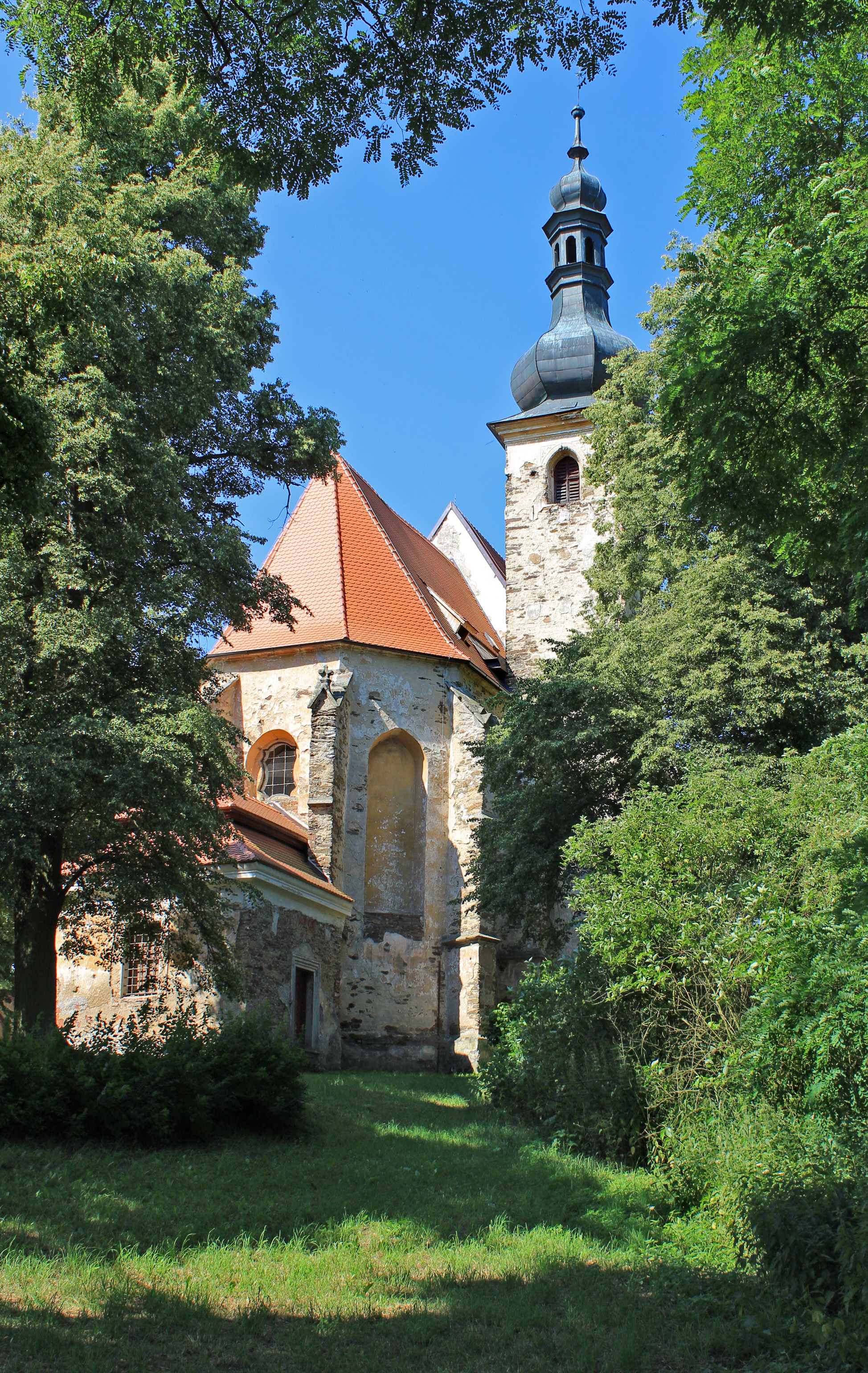
Kostel sv. Anny na Vršíčku v Horšovském Týně